# Detlef Macha
Detlef Macha (* 13. Dezember 1958 in Greiz; † 2. September 1994 in Coburg) war ein deutscher Radrennfahrer. Er war fünfmaliger Weltmeister im Bahnradsport.

## Sportliche Laufbahn
Macha war zunächst in der Leichtathletik über die längeren Laufstrecken aktiv. Von einem Schulfreund wurde er zu einem Trainingsrennen mitgenommen und er war vom Radsport sofort begeistert. Er trat der BSG Fortschritt Greiz (später Greika Greiz) bei und erhielt nach vier Monaten Training sein erstes Rennrad. Nach der Kinder- und Jugendspartakiade 1972 wurde er zum SC Turbine Erfurt delegiert.
Detlef Macha war einer der besten deutschen Bahn-Radrennfahrer und gewann in dieser Disziplin insgesamt vier Weltmeistertitel.  Einen ersten DDR-Meistertitel gewann er 1975 in der Mannschaftsverfolgung in der Klasse Jugend A. Er gewann im selben Jahr mit seinem Club auch den Titel im Mannschaftszeitfahren auf der Straße. Von 1972 bis 1985 startete er für den Sportclub Turbine Erfurt, bevor er von 1985 bis 1989 dort als Radsporttrainer tätig war. Macha war auch als Straßenfahrer sehr erfolgreich. Bereits 1975 gewann er die Internationale Sternfahrt für Junioren über fünf Etappen. 1981 und 1984 siegte er bei der Campania-Rundfahrt in Italien, 1982 im ungarischen Etappenrennen Csepel-Cup. Mehrfach (1978, 1982, 1983) gewann er Etappen bei der Thüringen-Rundfahrt. 1984 belegte er bei der DDR-Rundfahrt den 8. Platz, 1985 wurde er 13.
Nach der Wende betrieb er in Coburg ein Radsportgeschäft. Dort nahm er sich 1994 das Leben.

## Erfolge
- 1978 Radweltmeister 4000 m Einerverfolgung
- 1981 Radweltmeister 4000 m Mannschaftsverfolgung
- 1981 Radweltmeister 4000 m Einzelverfolgung
- 1982 Radweltmeister 4000 m Einerverfolgung
- 1984 Sieger der Niedersachsen-Rundfahrt